# Vitrea nadejdae
Vitrea nadejdae is een slakkensoort uit de familie van de Pristilomatidae. De wetenschappelijke naam van de soort is voor het eerst geldig gepubliceerd in 1926 door Lindholm.